# Lucanus mazama
Lucanus mazama (лат.) — северо-американский крупный жук рода Lucanus из семейства рогачей, называемый также «тополёвый жук-олень» (англ. Cottonwood Stag Beetle). Обитает на западе США.

## Этимология названия
Видовое название жука-оленя Lucanus mazama происходит от американского рода оленей мазамы, что означает «олень» на языке науатль.

## Описание
Крупные жуки, сильно выражен половой диморфизм, самцы имеют более крупные мандибулы. Размер 24—32 мм.

## Ареал
Lucanus mazama распространён в западных штатах США от южной границы Юты и Колорадо на юг до юго-восточной Аризоны и прилегающих областей Нью-Мексико.

## Местообитание
Обитает в лесистых каньонах и на песчаных дюнах. Ведёт сумеречный образ жизни.

## Жизненный цикл
Личинки питаются разлагающейся древесиной упавших стволов и пней тополей и других деревьев. Взрослые жуки не питаются. Летят на свет.

## Галерея

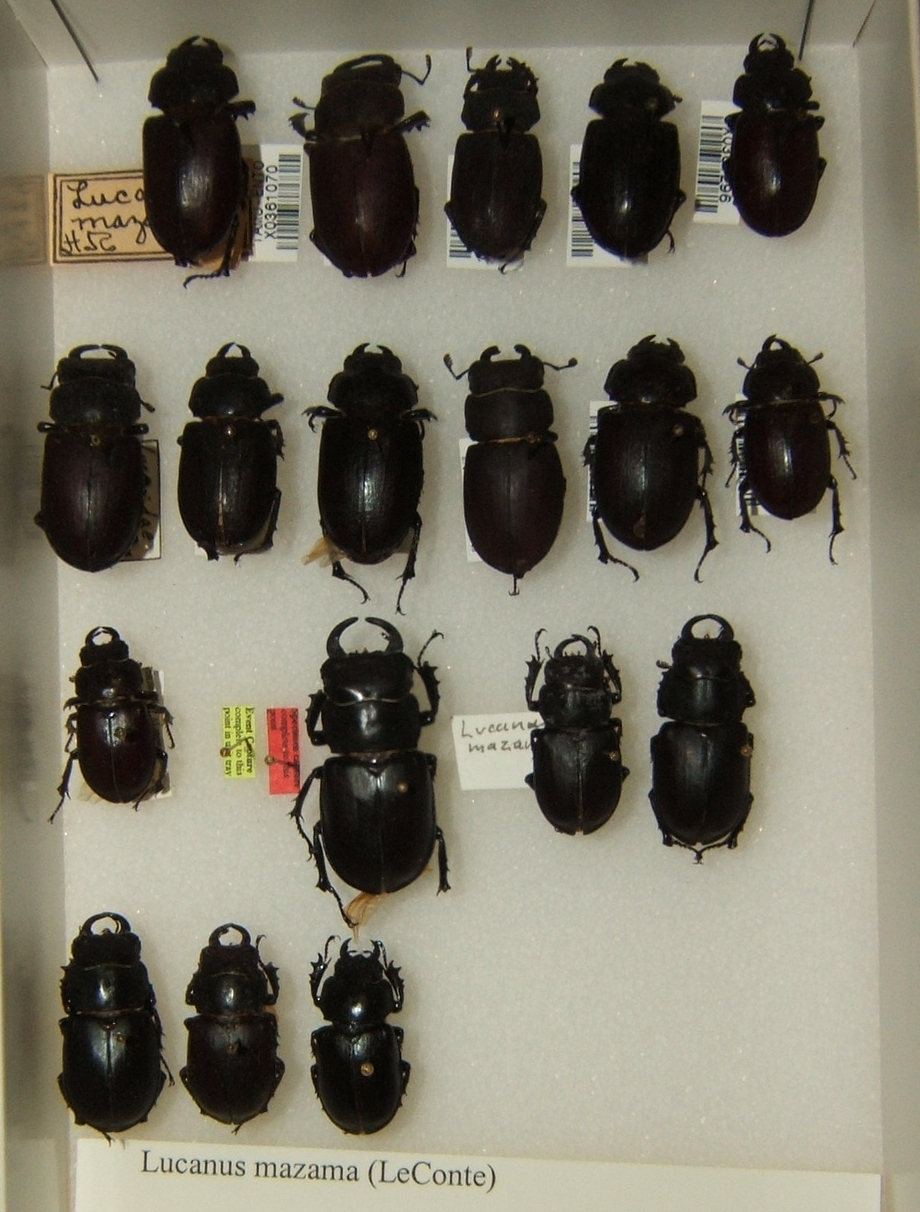
Полиморфизм Lucanus mazama.